# Goldberggruppe

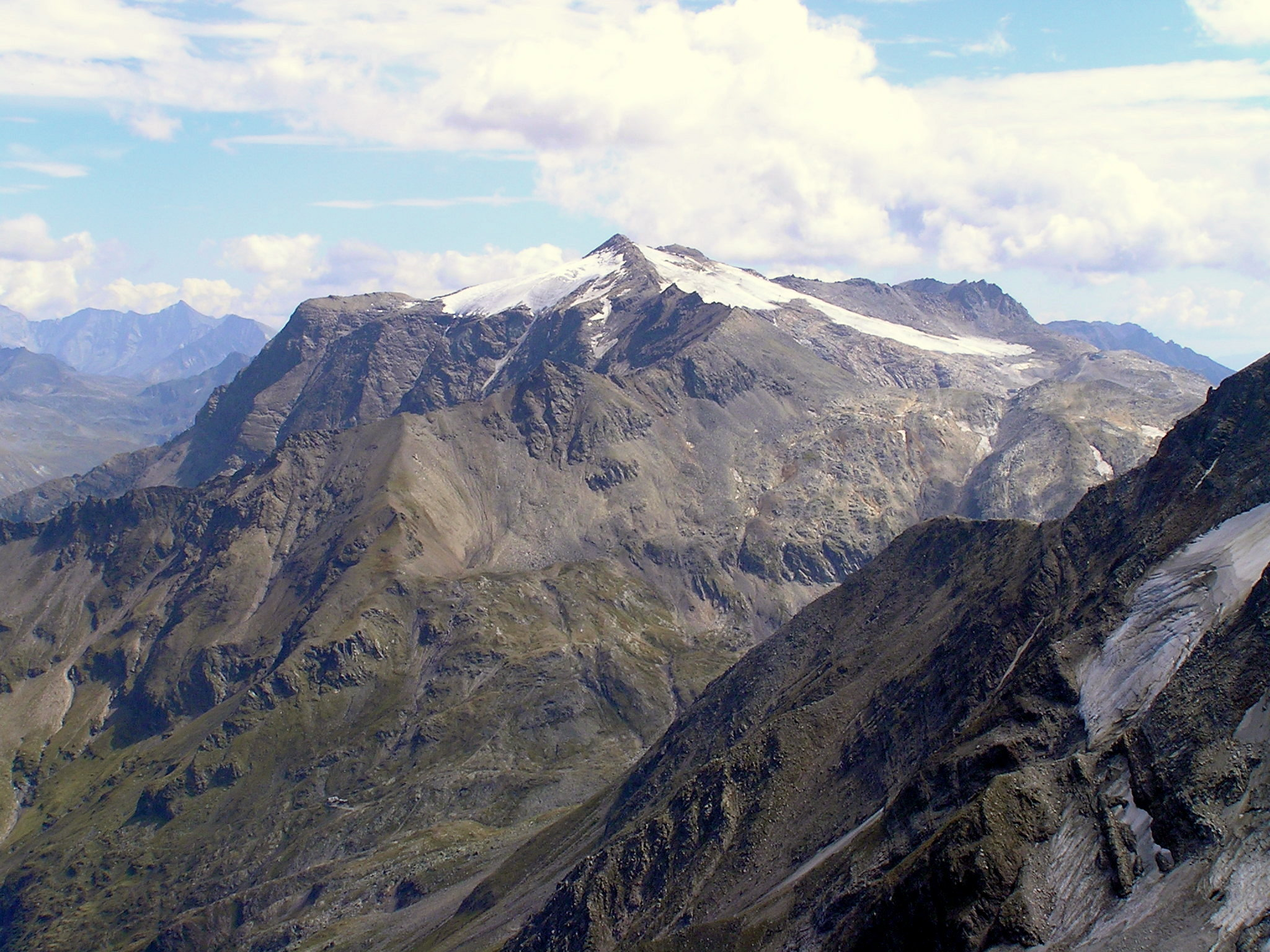
Schareck

Goldberggruppe – podgrupa Wysokich Taurów, pasma górskiego w Alpach Wschodnich. Leży na terenie dwóch austriackich krajów związkowych: Salzburga i Karyntii. Najwyższym szczytem jest Hocharn (3254 m). Na szczycie Hoher Sonnblick na wysokości 3105 m znajduje się obserwatorium.
Według podziału Alp Wschodnich Alpenverein, Alpenvereinseinteilung der Ostalpen, pasmo Goldbergruppe graniczy:
od wschodu z Ankogelgruppe, od południa z Kreuzeckgruppe, od południowego zachodu z Schobergruppe, od północnego wschodu z Glocknergruppe oraz z Salzburger Schieferalpen od północy.
Najwyższe szczyty grupy to:
- Hocharn (3254 m),
- Schareck (3123 m),
- Grieswies-Schwarzkogel (3116 m),
- Hoher Sonnblick (3106 m),
- Baumbachspitze (3105 m),
- Krumlkeeskopf (3101 m),
- Roter Mann (3097 m),
- Sandkopf (3090 m),
- Arlthöhe (3084 m),
- Goldbergspitze (3073 m).